# Lin Tucci
Lin Tucci (Winthrop, 8 de fevereiro de 1960) é uma atriz norte-americana, conhecido pela participação na série Orange Is the New Black.